# Carteretta carteri
Carteretta carteri är en loppart som beskrevs av C.Fox 1927. Carteretta carteri ingår i släktet Carteretta och familjen mullvadsloppor. Inga underarter finns listade i Catalogue of Life.